# Гончарук Ніна Іванівна
Ніна Іванівна Гончарук (нар. 11 січня 1949, с. Видошня, Ярмолинецький район, Хмельницька область) — художниця-майстриня з живопису голкою, «Золота голка України», «Заслужений майстер народної творчості України».

## Життєвий шлях
Гончарук Ніна Іванівна народилася 1949 р. в с. Видошня на Ярмолинеччині. Змалечку в неї була тяга до прекрасного. Батько гарно малював. Мати була швачкою. Прадід шив чоботи, дядько був вправним ковалем, бабуся походила з давнього роду панів Терлецьких, де панночок з дитинства привчали до вишивання. Всю любов до рукоділля та вишивки пані Василина передала доньці Євгенії — мамі Ніни Іванівни. Генетична пам'ять предків стала в пригоді майбутній художниці, наділивши її творчими задатками.
Як творча індивідуальність вишивальниця почала формуватися з дитинства. В три роки мама вперше дала їй голку, щоб чимось зайняти дитину. Чудовий і казковий світ вишивання настільки захопив дівчинку, що вже в 12 років вона мала власноруч вишиту картину.
Після закінчення Михайлівської середньої школи навчалася в Київському деревообробному училищі та Вінницькому торговельно-економічному інституті. Працювала фінансистом. Проте голку з ниткою ніколи не випускала з рук, і творила все нові й нові вироби.
Ніна Іванівна є членом спілки митців народного та сучасного мистецтва м. Хмельницького «Рукотвори», член спілки Всеукраїнського громадсько-творчого об'єднання «Ексклюзив» (м. Київ), є членом спілки художників України «Золота палітра» (м. Київ).

## Творчість
Ніна Іванівна вишиває все своє життя. Завжди перебуває в пошуках чогось нового. Перепробувавши безліч технік вишивки, винайшла власну техніку — дво- і тришарову вишивку. Суть техніки у наступному: полотно натягують на раму, у такий спосіб, як натягають  художники холости на підрамник, при роботі з олійними фарбами. Після того, майстриня, неначе художник, який спочатку ґрунтує полотно, створює основу для своєї роботи – вишиває фон, таку собі своєрідну підкладку для майбутньої роботи. А вже потім, як художник, окремими мазками пензля завершує роботу, так і Ніна Іванівна стібками, голкою з шовковими нитками, створює свої вишивані полотна. 
Використовує різні шви: стебловий, петельний, «рококо», «солов'їне вічко», «французький вузлик» та ін. Майстриня-художниця вишиває нитками: муліне, акрил, бавовняні нитки, поліестер і звісно шовк. При вмілому поєднанні кольорів передає зображення близьке до реальності, так, як його бачить око.
Сюжети, які обирає майстриня, завжди продиктовані тим, що її оточує. Вона вважає природу живою академією мистецтв. Нова картина може з'явитися після почутого вірша, нового цікавого знайомства. Вишиває Ніна Іванівна натюрморти й пейзажі, квіти й ріки й неперевершені портрети, а також у її доробку три цикли творів — «Культурологічні пам'ятки Хмельницької області», «Шевченкіана у вишитих полотнах», а ще вона є послідовницею Катерини Білокур, позаяк у кожній своїй картині, на передньому плані виступають квіти.

## Виставкова діяльність
У списку майстрині — 277 виставок, із них 90 персональні.
Ніна Іванівна є активною учасницею проведення виставок у різних містах країни. Тільки у Києві відбулося більше ніж 60 виставок: на Андріївському узвозі, у Всеукраїнському музеї ім. І. Гончара, Фонді Культури, Казначействі України, Палаці «Україна», в Літературному музеї ім. Лесі Українки м. Києва, двічі проводила виставку в Інституті інтелектуальної власності по вул. Глазунова 1, в Українському Домі (від Асамблеї Ділових кіл), в Управлінні Київської Держадміністрації «Робота з жінками», Політехнічному інституті, в Резиденції Президента (по вул. Грушевського 22), в Будинку Художника, Кафедральному соборі Києво-Печерської лаври, в Музеї народної архітектури і побуту в с. Пирогове Київської області, в бібліотеках м. Києва. 
Брала участь на велелюдних зібраннях і ярмарках: на «Співучому Полі», «Країні мрій» м. Київ, В Полтаві «Сорочинському ярмарку», в Івано-Франківську, Тернополі, Львові, Коломиї, у 2012 представила Шевченкіану в музеї «Хата на Пріорці» м. Києва, на Чернечій горі м. Канева. У 2016 провела виставку у Білорусії на святі «Івана-купала».
У 2020 році в Хмельницькій дитячій школі образотворчого та декоративно-прикладного мистецтва відбулася презентація книги-альбому  «Живопис голкою Ніни Гончарук».
В доробку майстрині-художниці 246 різножанрових робіт, кожна з яких створена з глибокою любов'ю до України, її неперевершеної природи, видатних постатей.
Її роботи знаходяться у приватних колекціях багатьох країн світу.

## Нагороди
Гончарук Ніна Іванівна відзначена дипломами, похвальними грамотами, подяками. Її художні твори демонструвались під час творчого звіту Хмельниччини в Національному палаці «Україна», брала участь у вишиванні «Рушника Національної Єдності».
2006 — за художню роботу «У сяйві вічної краси, душа рідного міста», яка експонувалась під час святкування Дня міста Хмельницького, стала переможцем у номінації «Приз глядацьких симпатій».
2007 — лауреат конкурсу авторської вишивки «Барви України» у Національному комплексі «Експоцентр України».
2008 — Українська Рада Миру відзначила майстриню-художницю Почесною Грамотою Лауреат конкурсу «Золота голка України».
2008 — перемогла у номінації «Жінка року».
2010 — від Хмельницької облдержадміністрації була призначена персональна стипендія.
2011 — до 20-річчя Незалежності України увійшла у збірку «Успішна жінка України».
У березні 2012 — надано почесне звання «Заслужений майстер народної творчості України».
У вересні 2014 — присуджена премія ім. Богдана Хмельницького.
2016 — стала Лауреатом обласної премії ім. Т. Г. Шевченка.
У березні 2018 — отримала високу нагороду Національного реєстру «Рекордів України» за велику кількість картин технікою багатошарової об'ємної вишивки.
У травні 2018 року — нагороджена дипломом І-го ступеня і срібною медаллю за участь у Міжнародному проєкті-конкурсі «Тарас Шевченко єднає народи».
У листопаді 2018 року — нагороджена Почесною грамотою Верховної Ради України за особливі заслуги перед Українським народом.
У квітні 2019 року — отримала диплом за I місце у Всеукраїнському мистецькому фестивалі-конкурсі «Весна талантів».
У лютому 2021 року — лауреатка Крайової премії імені Лесі Українки [Архівовано 9 березня 2022 у Wayback Machine.], яка  заснована з ініціативи Хмельницької крайової організації Всеукраїнського громадського об’єднання «Український клуб», міської літературної спілки «Поділля» та інших громадських об’єднань. Премія, приурочена до 150-річчя з дня народження видатної письменниці.